# Omidyar Network

Omidyar Network est un réseau fondé en 2004 par le fondateur de eBay, Pierre Omidyar et son épouse Pam. Il a pour objectif d'augmenter la portée des investissements de la fondation Omidyar en soutenant, non seulement des projets à but non lucratif, mais aussi des entreprises à but lucratif et des initiatives publiques qu'ils considèrent comme favorisant l'auto-habilitation.

## Historique
Créé en juin 2004 par le couple Omidyar, Omidyar Network propose un site web corporatif et accueille omidyar.net[réf. nécessaire], une communauté organisée autour d'espaces de discussion et de wikis.

## Organisation
Sur la page d'accueil, la communauté se définit par mots suivants [réf. souhaitée]:
« Nous sommes tous ici parce que nous croyons dans la possibilité d’agir pour un monde meilleur
- Nous croyons dans les rapports de respect avec les autres
- Nous croyons que chacun a quelque chose à apporter ».

Le réseau Omidyar cherche à investir des sommes substantielles dans les organisations cibles :  plus d'un million de dollars lors de l'investissement initial.

## Activités
Les membres de la communauté ont à leur disposition un système de rétroaction (feedback) qui permet d'exprimer l'intérêt, ou la réserve, qu'ils ont à propos d'une personne, d'une discussion, d'un commentaire ou d'un wiki. Un célèbre système de réputation/confiance qui a fait le succès de eBay.

## Environnement
En avril 2009, le réseau Omidyar comptait notamment les organisations suivantes comme partenaires :
- Creative Commons
- Digg
- Endeavor
- Linden Lab (développeur de Second Life global virtual community)
- RDI
- Seesmic
- Socialtext
- Virgin Money
- Wikia

En août 2009, Omidyar Network a annoncé un don de 2 millions de dollars sur deux ans à la Wikimedia Foundation et Matt Halprin, associé et également ancien vice-président, trust & safety d'Ebay a rejoint peu après le Board of Trustees de la Wikimedia Foundation.